# 大井康暢
大井康暢（おおい こうよう、1929年8月21日 - 2012年5月6日）は、日本の詩人。
静岡県生まれ。本名読み・やすのぶ。海軍経理学校合格。日本大学文学部英文科卒。東京都内の私立高校、静岡県内の公立中学校に勤務し、詩や小説を書いた。詩誌『岩礁』主宰。静岡県詩人会会長、静岡県芸術祭選者などを歴任した。

## 著書
- 『大井康暢詩集』芸風書院、1983.日本現代詩人叢書
- 『滅びゆくもの 詩集』漉林書房、1983
- 『戦後詩の歴史的運命について 詩論集』岩礁社、1985
- 『芸術と政治、そして人間』白地社、1991
- 『大井康暢詩集』土曜美術社出版販売、1993.日本現代詩文庫
- 『現代 詩集』土曜美術社出版販売、1997
- 『沈黙』思潮社、1998
- 『中原中也論』土曜美術社出版販売、1998
- 『本郷追分物語』叢文社、1998
- 『虚無の海』叢文社、2000
- 『哲学的断片ノ秋 大井康暢詩集』沖積舎、2000
- 『黒田三郎の死 静岡県詩史の片隅から』漉林書房、2002
- 『腐刻画 大井康暢詩集』岩礁の会、2004 岩礁詩人シリーズ
- 『新編大井康暢詩集』土曜美術社出版販売、2006.新・日本現代詩文庫
- 『虚無の海』文芸社、2008
- 『大井康暢著作集 第1巻 (戦後詩の歴史的運命について)』沖積舎、2009
- 『遠く呼ぶ声 詩集』砂子屋書房、2009
- 『大井康暢著作集 第3巻 (定型論争と岩礁の周辺)』沖積舎、2010
- 『大井康暢著作集 第5巻 (静岡県詩史)』沖積舎、2010
- 『大井康暢全詩集』コールサック社、2011
- 『大井康暢著作集 第4巻 (芸術と政治、そして人間)』沖積舎、2011
- 『大井康暢著作集 第6巻』沖積舎、2011
- 『象さんのお耳 大井康暢詩集』コールサック社、2011

## 参考
- 『文藝年鑑2011』
- 『文藝家協会ニュース』2012年5月